# Chengdu
Chengdu o Txengdu (en xinès 成都, en pinyin Chéngdū, en Wade-Giles Ch'eng-tu) és la capital de la província de Sichuan, al sud-oest de la Xina.
Està situada al peu del Tibet oriental, a la vora del riu Min. Els tres sectors de la ciutat es disposen en forma concèntrica: la ciutat imperial, que n'ocupa el centre, i, a continuació, la ciutat nova i la ciutat exterior.
És una de les tres ciutats més poblades de l'oest de la Xina; les altres dues són Chongqing i Xi'an. L'any 2014, l'àrea administrativa tenia 14.427.500 habitants, la població més gran de Sichuan, amb una població urbana de 10.152.632. En el cens de 2010, Chengdu era la cinquena aglomeració més poblada de la Xina, amb 10.484.996 habitants a l'àrea urbanitzada, incloent el comtat de Xinjin i la ciutat de Guanghan de Deyang.
Chengdu es considera una classificació de ciutat "Beta +" (segon nivell global) (juntament amb Barcelona i Washington, DC) segons la Globalization and World Cities Research Network. El 2021, Chengdu va ocupar el lloc 35è a l'índex de centres financers mundials.

## Nom
El nom de Chengdu està testimoniat en fonts que es remunten al període dels Regnes Combatents. És l'única ciutat important de la Xina que s'ha mantingut en un lloc sense canvis amb un nom sense canvis durant les èpoques Imperial, republicana i comunista, encara que també tenia altres noms; per exemple va ser coneguda breument com Xijing (capital occidental) al segle xviii. L'etimologia del nom no està clara. L'explicació més antiga i coneguda, encara que no acceptada generalment pels estudiosos moderns, es proporciona a l'obra geogràfica del segle x Universal Geography of the Taiping Era, que afirma que el novè rei de la dinastia Kaiming de Shu va nomenar el seu nou nou rei. Chengdu, la capital, després d'una declaració del rei Tai de Zhou que un assentament necessitava un any per fer-se vila, dos per fer-se ciutat i tres per fer-se una metròpoli.  (El caràcter de cheng成 pot significar convertit en mentre du都 pot significar una metròpoli o una capital).
L'ortografia actual es basa en la romanització del pinyin; la seva romanització del mapa postal va ser Chengtu. El seu estatus anterior com a seu de la prefectura de Chengdu va provocar que Marco Polo escrigués Sindafu, Sin-din-fu, etc. i la romanització dels missioners protestants Ching-too Foo.
Encara que el nom oficial de la ciutat s'ha mantingut (gairebé) constant, la zona circumdant de vegades ha pres altres noms, inclòs Yizhou. Els malnoms xinesos de la ciutat són Ciutat de la tortuga, derivada de forma diversa de la forma de les muralles de la ciutat antiga en un mapa o una llegenda que Zhang Yi havia planejat el seu curs seguint les petjades d'una tortuga; Ciutat de Brocat, una contracció de l'anterior Ciutat de l'oficial de Brocat, després d'una oficina Imperial establerta sota la Dinastia Han; la Ciutat de l'hibiscus (Rongcheng, 蓉城), de l'Hibiscus que el rei Mengchang del Shu posterior va ordenar plantar a la muralla de la ciutat durant el segle x.
Segons Étienne de la Vaissière, Baghshūr ('estany d'aigua salada') pot ser el nom sogdià de la regió de Chengdu. Aquest topònim està testimoniat prop de Merv, però no lluny de Chengdu es troben els grans pous d'aigua salada de la conca del Yangtze.

## Geografia

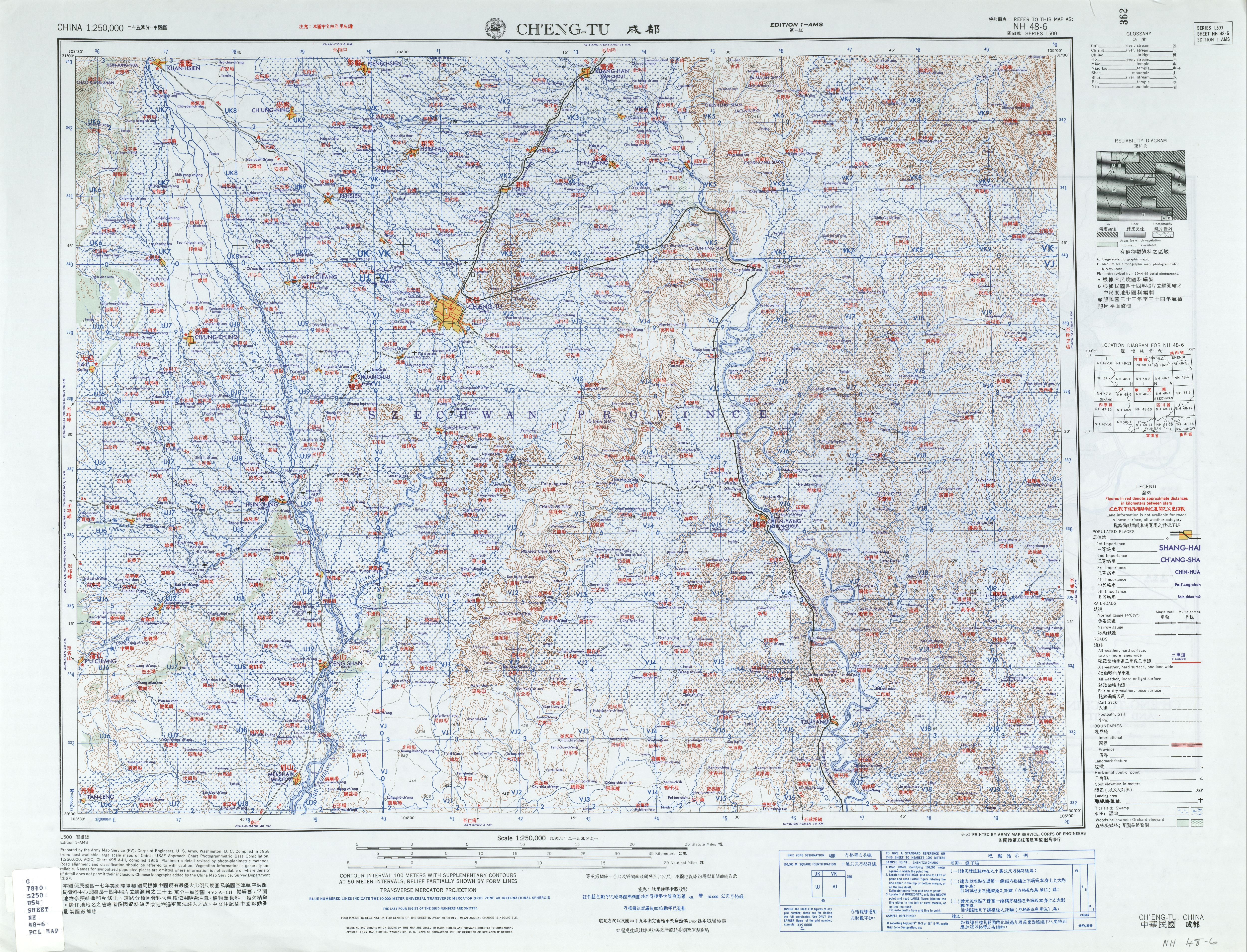
Mapa que inclou Chengdu (etiquetat com CH'ENG-TU (emmurallat)成都) (AMS, 1958)

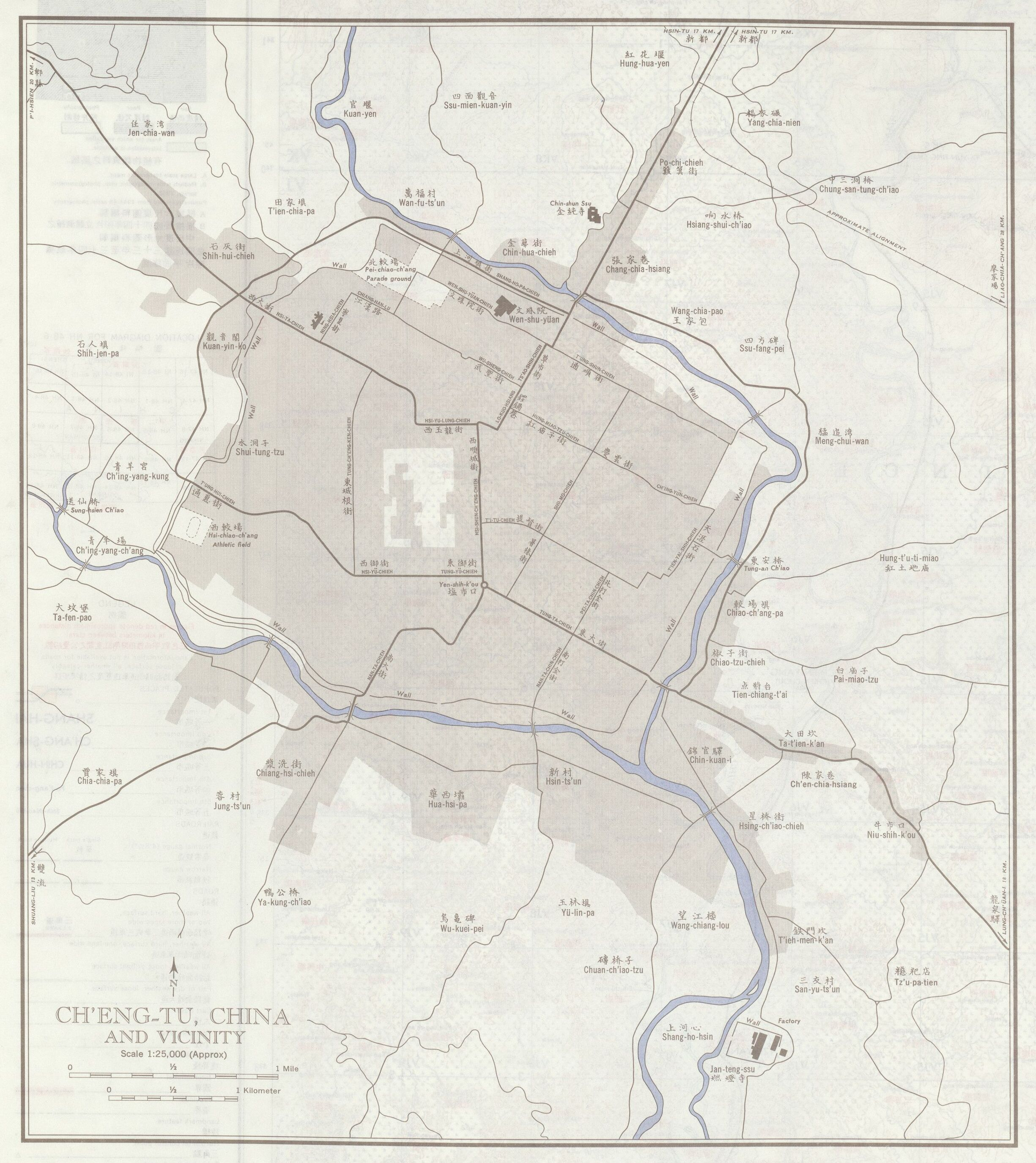
Mapa que inclou Chengdu (etiquetat com CH'ENG-TU)

La vasta plana on es troba Chengdu té una altitud que oscil·la entre 450 a 720 m.
El nord-oest de Chengdu limita amb les altes i escarpades muntanyes Longmen al nord-oest i a l'oest amb les muntanyes Qionglai, l'elevació de les quals supera els 3.000 m i inclou Miao Jiling (5.364 m) i Xiling (5.164 m). La zona muntanyosa occidental també acull un gran bosc primitiu amb abundants recursos biològics i un hàbitat del panda gegant. A l'est de Chengdu es troben les baixes muntanyes Longquan i la zona fronterera a l'oest de les terres muntanyoses del tram mitjà del riu Min, una zona destacada per uns quants rius convergents. Des de l'antiguitat, Chengdu ha estat coneguda com la Terra Abundant a causa del seu sòl fèrtil, el seu clima favorable i el sistema de reg Dujiangyan.
Chengdu es troba a l'extrem occidental de la conca de Sichuan i es troba a la plana de Chengdu; el terreny dominant són les planes. La latitud de la prefectura oscil·la entre els 30° 05' i els 31° 26' N, mentre que la seva longitud oscil·la entre els 102° 54' i els 104° 53' E, s'estén al llarg de 192 km d'est a oest i 166 km de sud a nord, administrant 12390 km² de terra. Les prefectures veïnes són Deyang (NE), Ziyang (SE), Meishan (S), Ya'an (SW) i la Prefectura Autònoma Tibetana i Qiang d'Aba (N). El nucli urbà, amb una cota de 500 m, presenta uns quants rius, tres d'ells són els rius Jin, Fu i Sha. Fora de l'àrea urbana immediata, la topografia es fa més complexa: a l'est es troben les muntanyes Longquan (龙泉山脉 ) i els turons de Penzhong (盆中丘陵 ); a l'oest es troben les muntanyes Qionglai, que s'eleven a 5.364 m al comtat de Dayi. El punt més baix de la prefectura de Chengdu, a 378 m, es troba al sud-est del comtat de Jintang.

## Clima
Chengdu té un clima subtropical humit influenciat pel monsó (Köppen Cwa) i és en gran part càlid amb una humitat relativa elevada tot l'any. Té quatre estacions diferents, amb precipitacions moderades concentrades principalment en els mesos més càlids, i alleujades tant d'estius sufocants com d'hiverns glacials. Les muntanyes Qin (Quinling) a l'extrem nord ajuden a protegir la ciutat dels freds vents siberians a l'hivern; per això, l'hivern curt és més suau que al Baix Yangtze. La temperatura mitjana diària de 24 hores al gener és de 5,9 °C, i la neu és rara, però hi ha uns quants períodes de gelades cada hivern. L'estiu és calorós i humit, però no a la mesura de les ciutats dels Tres Forns de Chongqing, Wuhan i Nanjing, totes elles a la conca del Yangtze. La temperatura mitjana diària durant 24 hores al juliol i l'agost és d'uns 25 °C, amb màximes a la tarda de vegades arribant 33 °C; La calor sostinguda com es troba a gran part de l'est de la Xina és rara. Les precipitacions són les més freqüents i es concentren al juliol i agost, amb molt poca quantitat en els mesos més freds. Chengdu també té un dels totals anuals d'insolació més baixos a nivell nacional, amb menys insolació anual que gran part del nord d'Europa, i la majoria dels dies estan ennuvolats encara que no hi hagi pluja. Això és especialment així als mesos d'hivern, quan és gairebé contínuament gris, agreujat per la mala qualitat de l'aire. Amb un percentatge mensual de sol possible que va del 15 % al desembre al 32 % a l'agost, la ciutat rep 1.006 hores de sol brillant anualment. La primavera (març-abril) sol ser més assolellada i càlida durant el dia que la tardor (octubre-novembre). La mitjana anual és de 16,9 °C i els extrems han oscil·lat entre −6.5 °C a 39,4 °C.

## Paisatge urbà
Des de juliol de 2013, l'edifici més gran del món pel que fa a la superfície, es troba a la ciutat el New Century Global Center. La seva estructura de 100 m d'alt fa 500 per 400 m, resultant 1.700.000 m² de superfície, habitatges comercials, un cinema, oficines, hotels, un parc aquàtic amb platja artificial i onades i un poble d'estil mediterrani que inclou un gran hotel de 5 estrelles, una pista de patinatge i una zona d'aparcament de 15.000 places.

Galeria
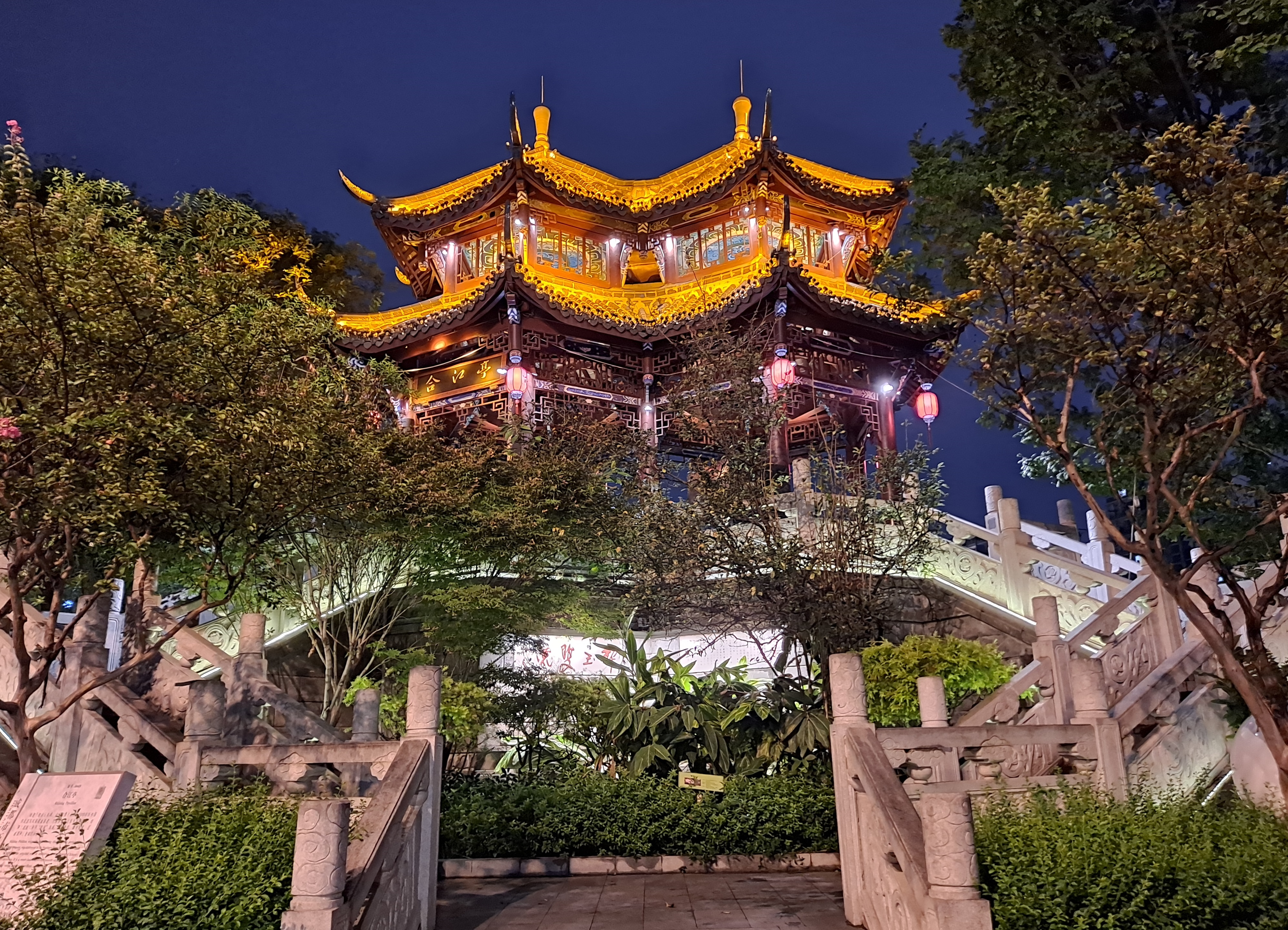
Pavelló de Hejiang
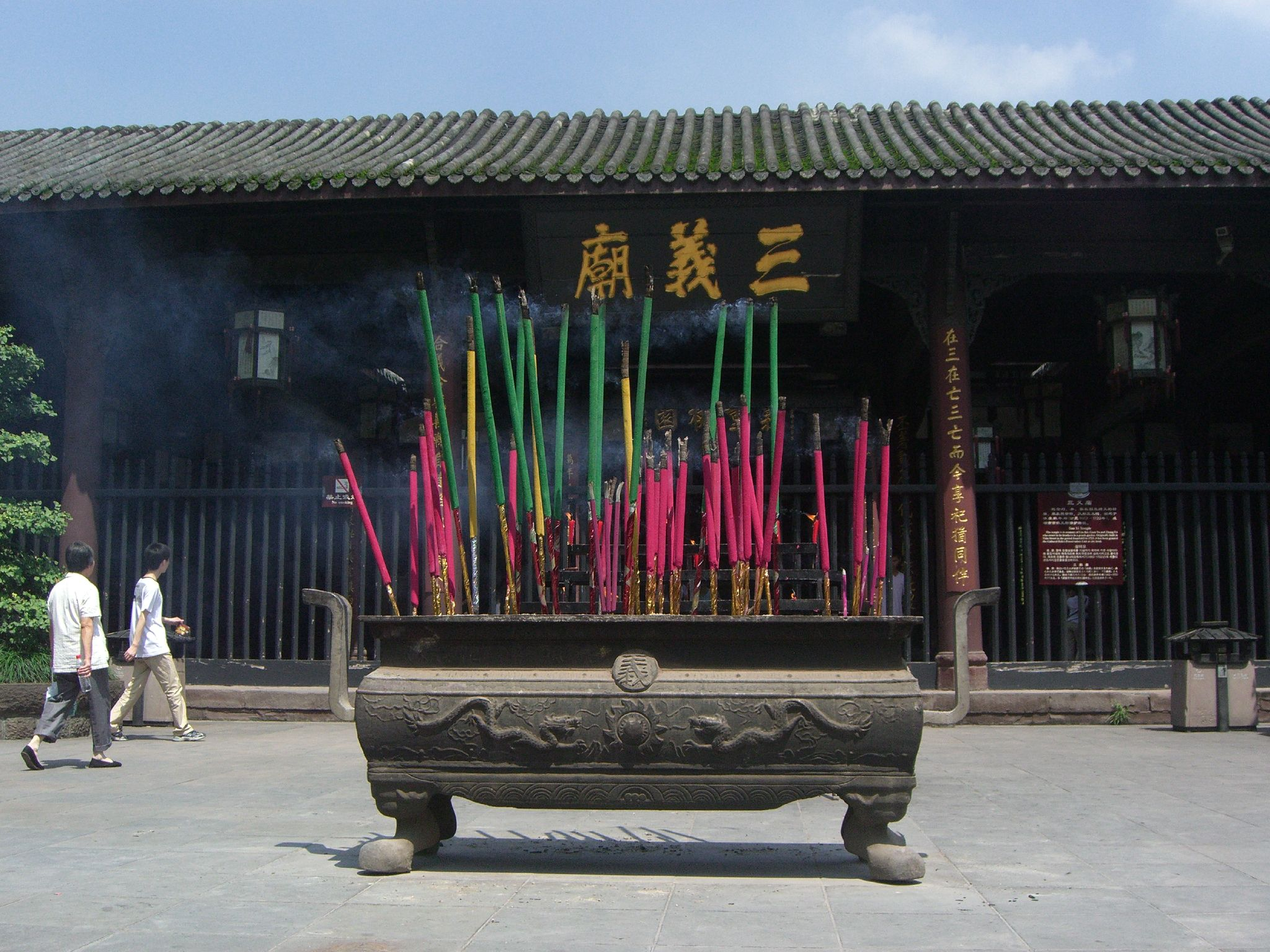
Temple Sanyi
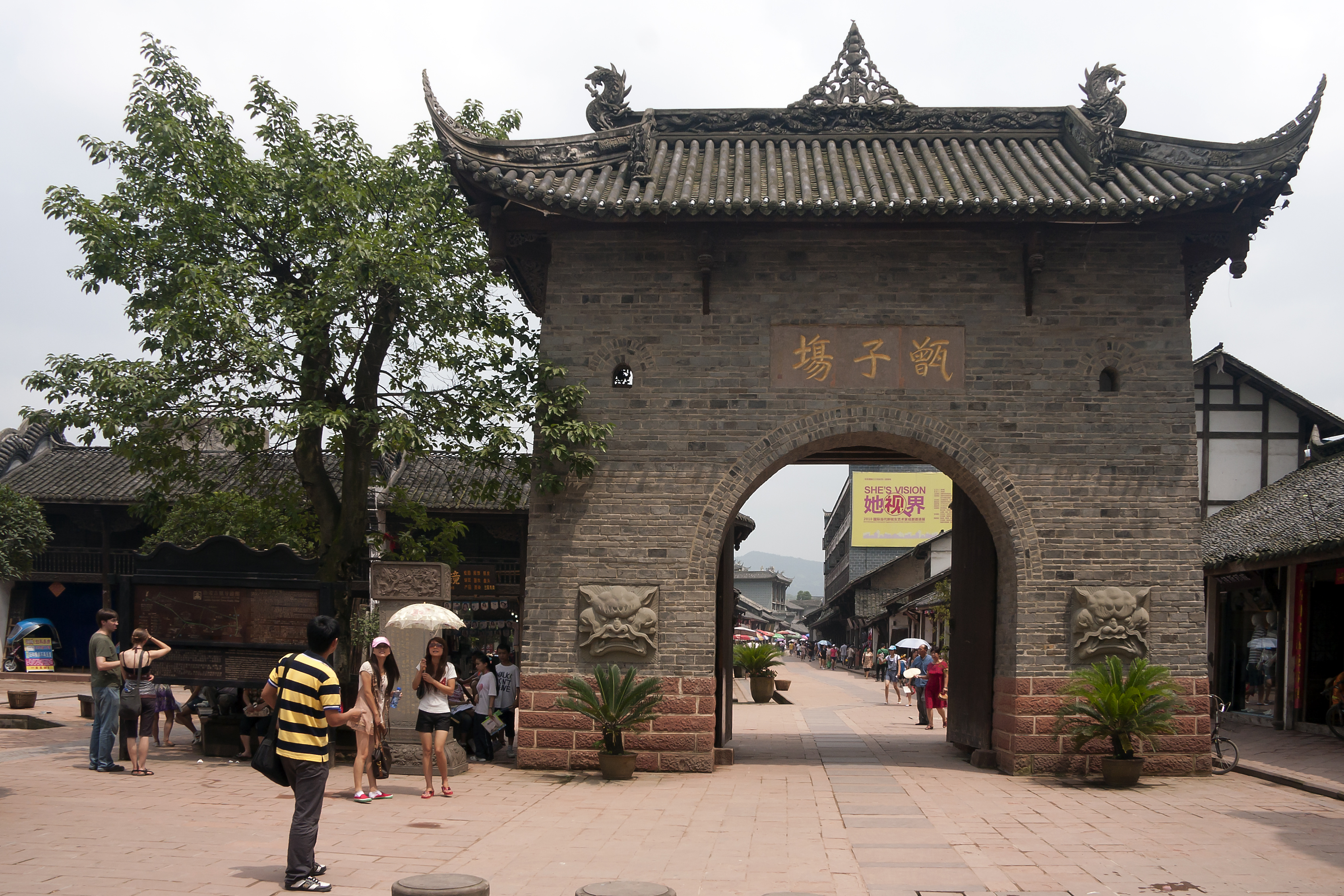
Ciutat antiga de Luodai
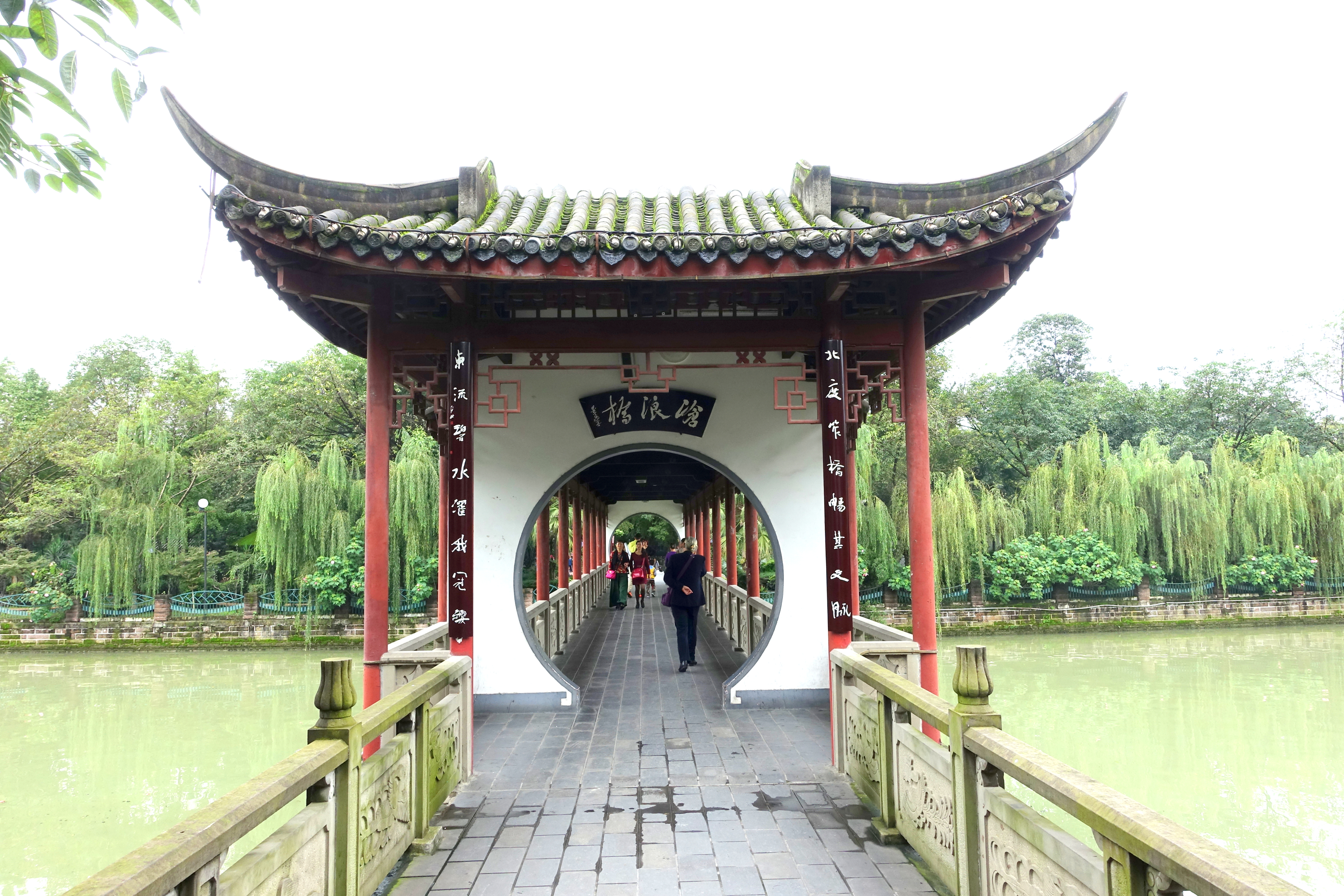
Parc Baihuatan
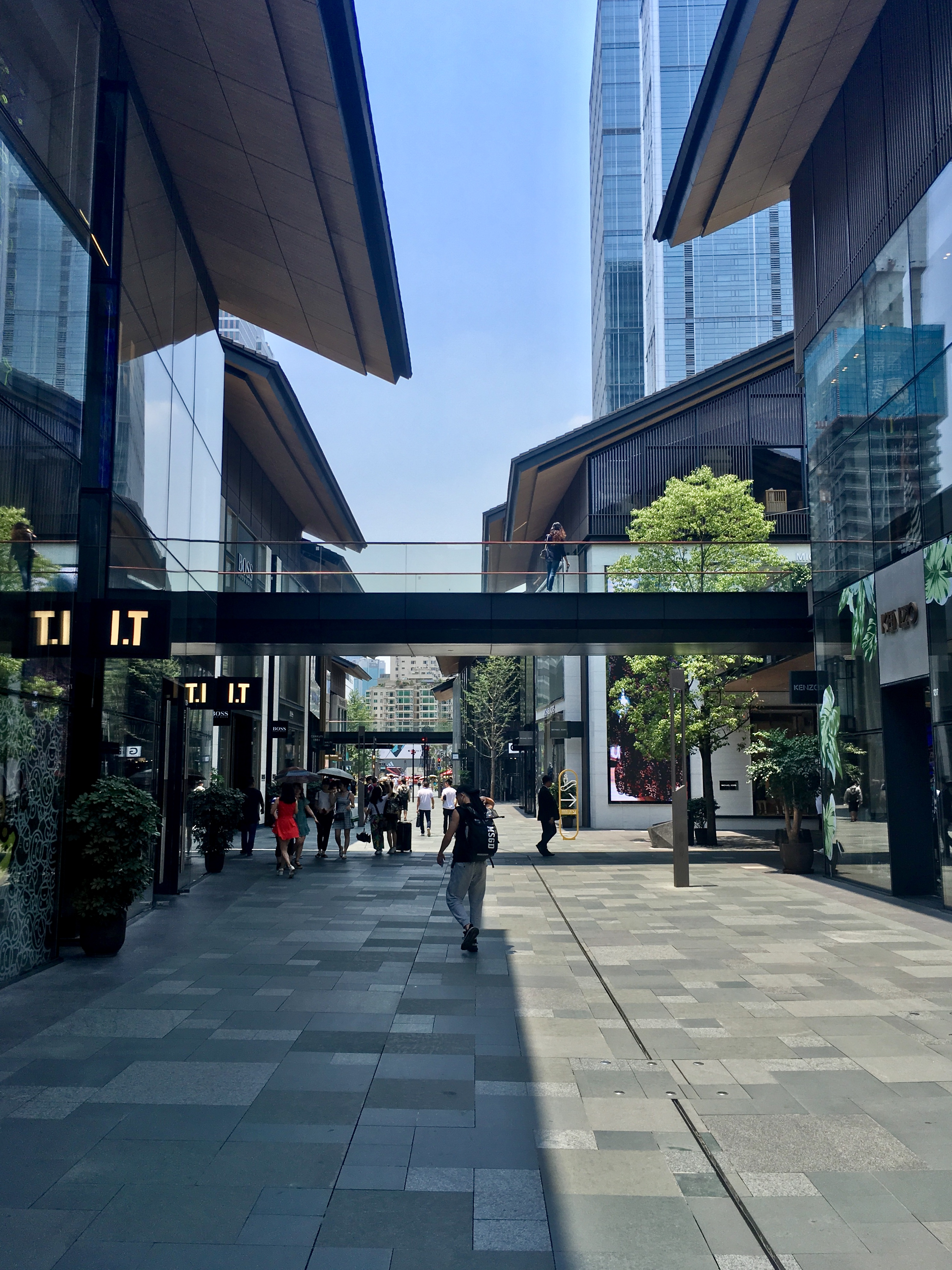
Taikoo-Li, Chengdu
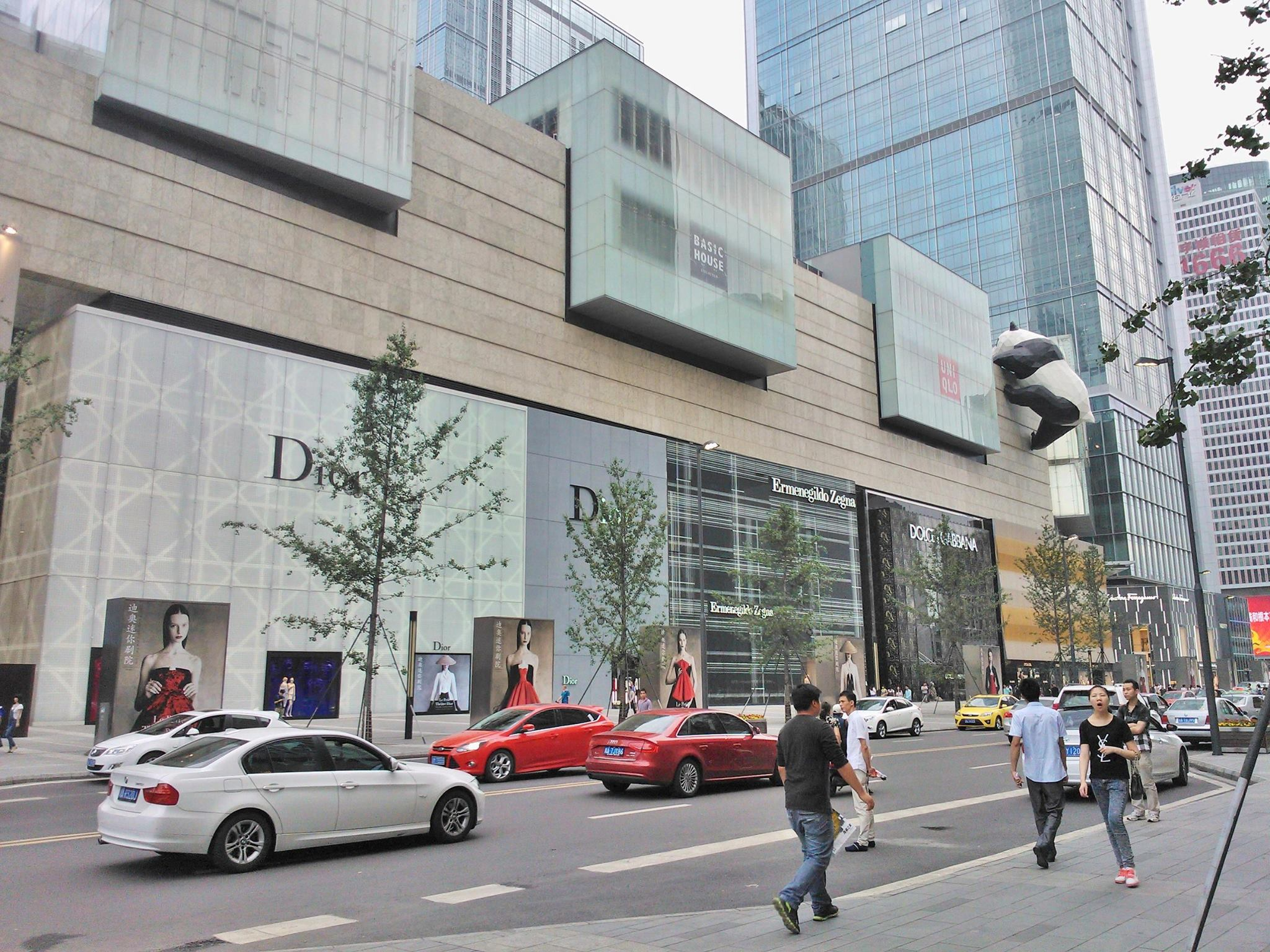
IFS, Hongxing Road, Chengdu
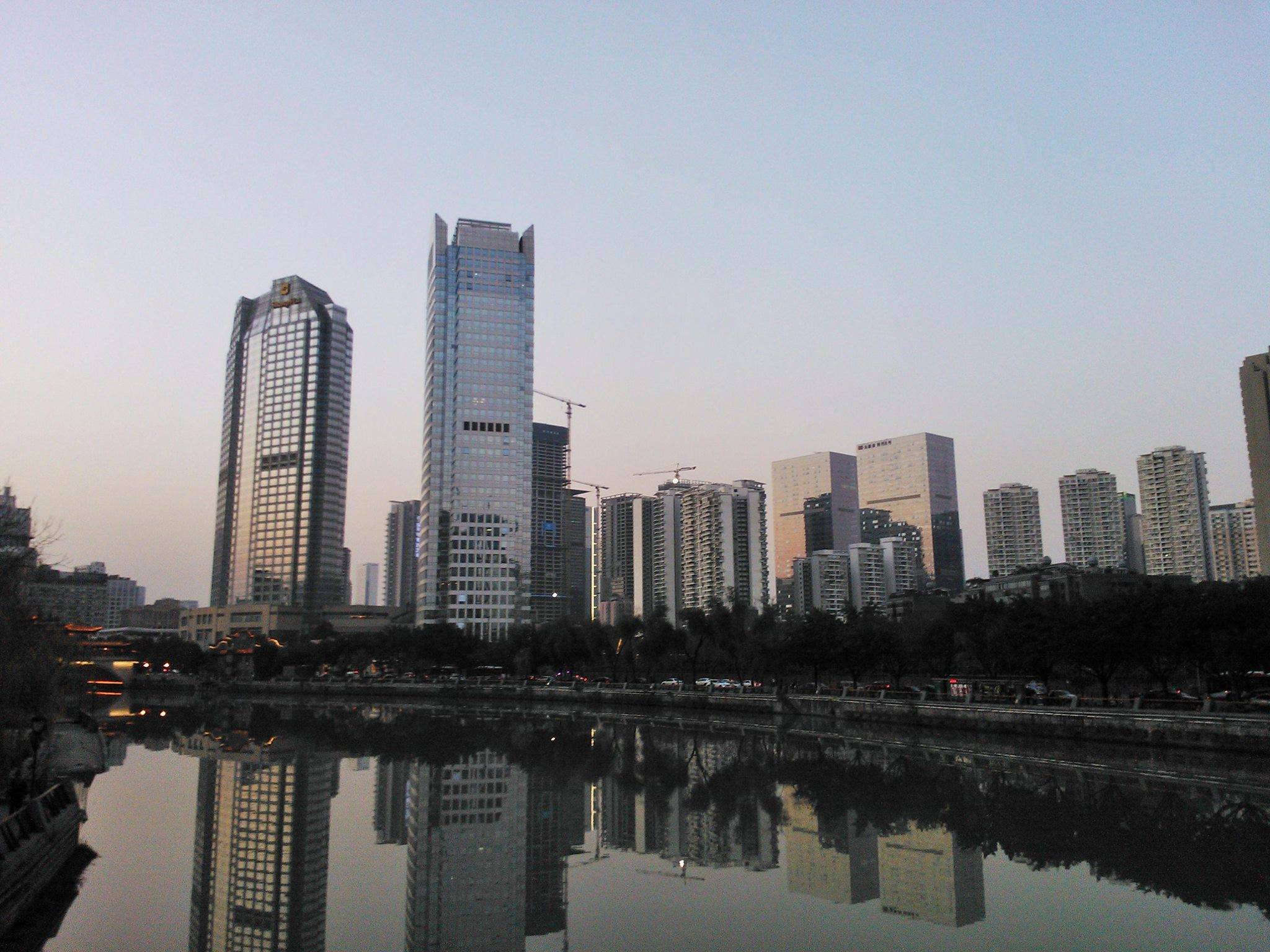
Jin River, Shangri-la Hotel Chengdu
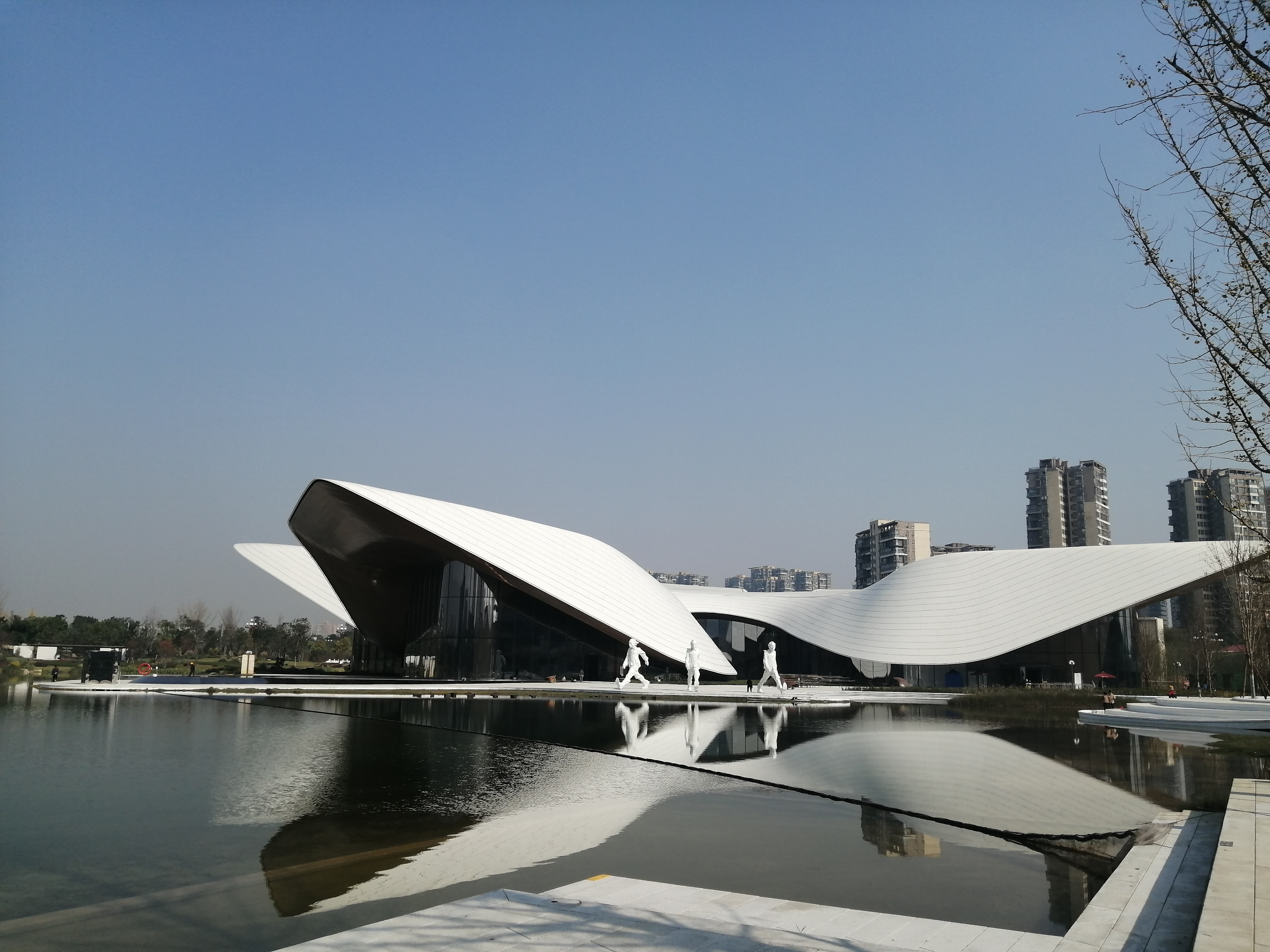
Museu d'Art de Chengdu Tianfu
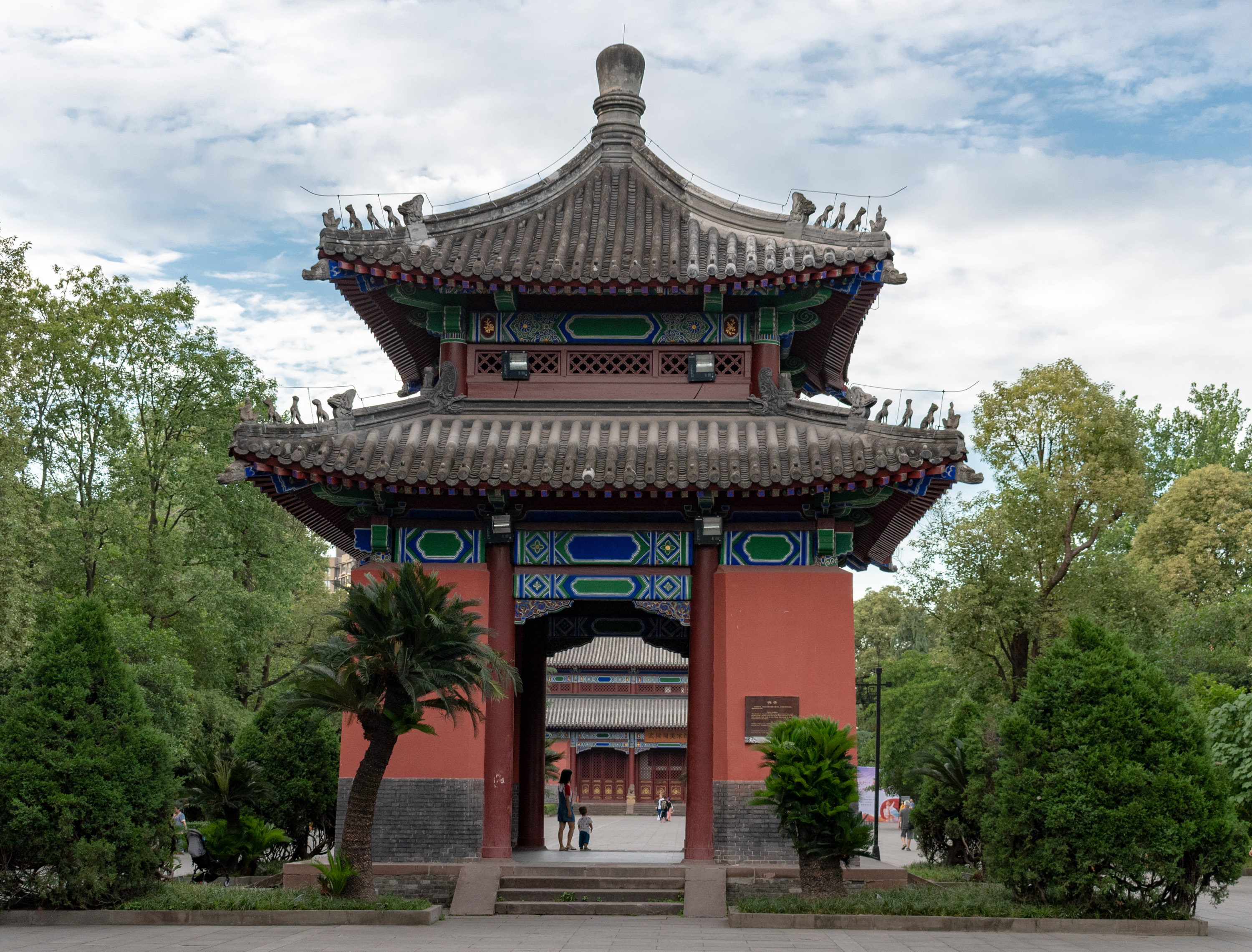
mausoleu de Liu Xiang
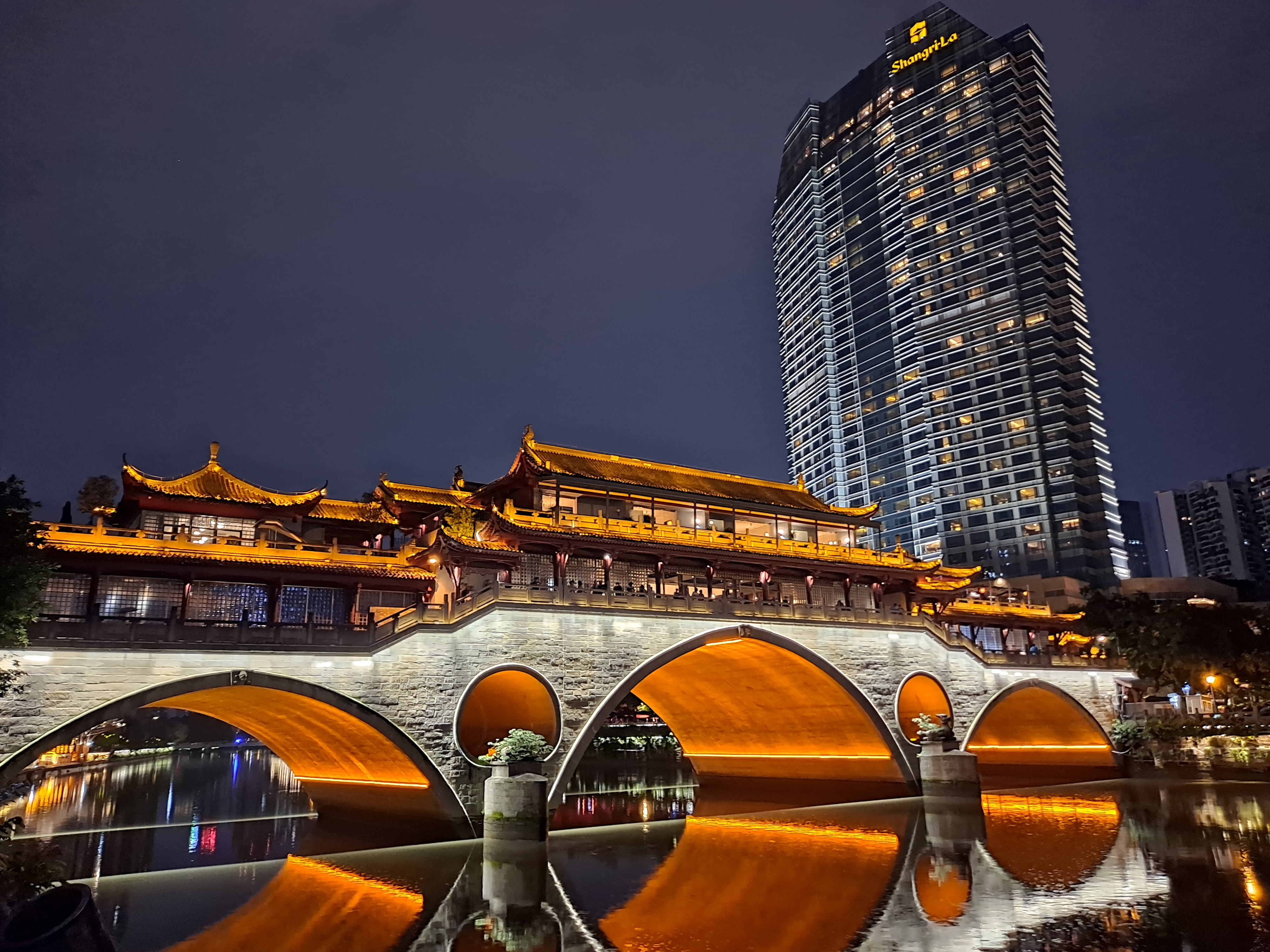
Pont Anshun i riu Jinjiang
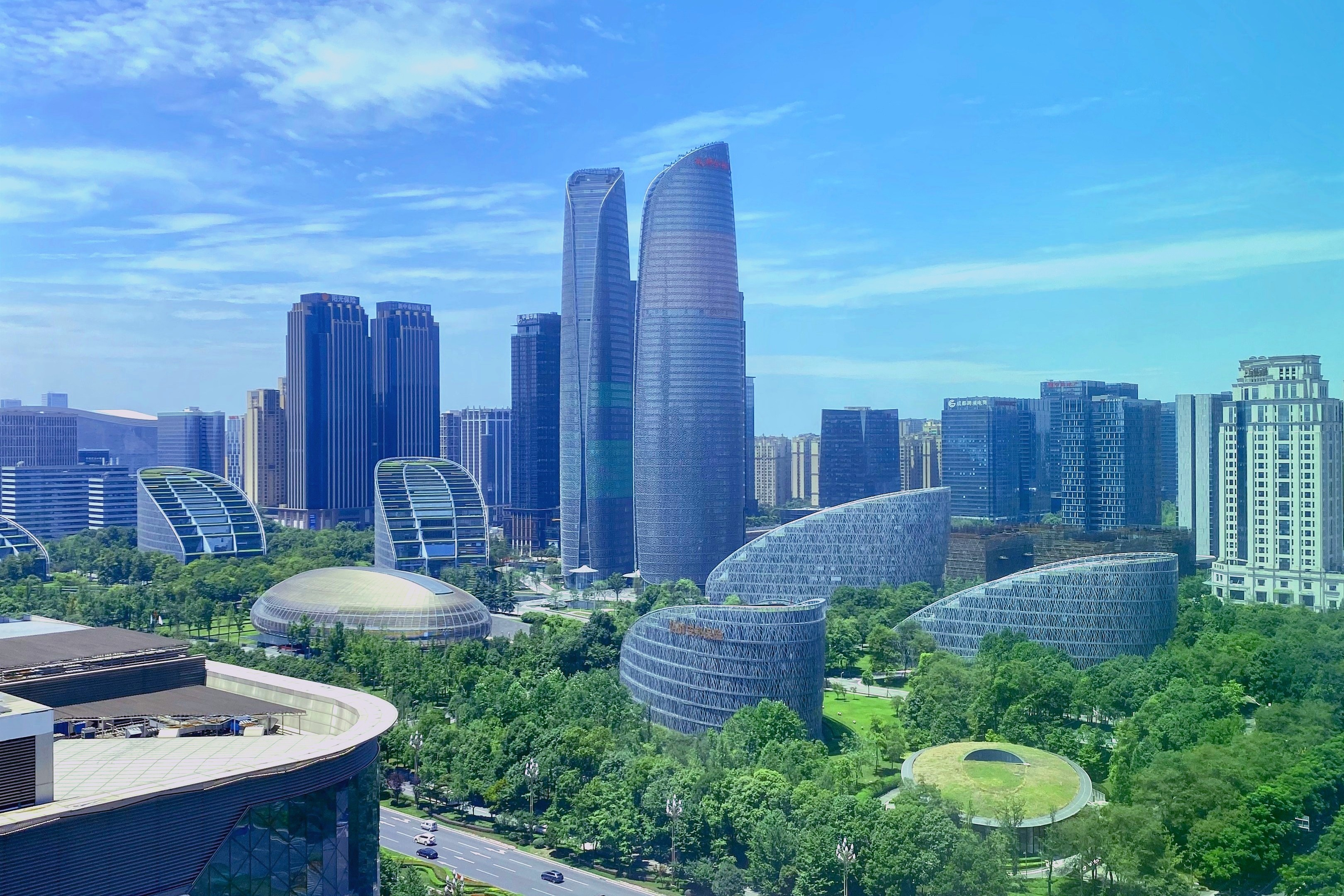
Centre financer de Tianfu
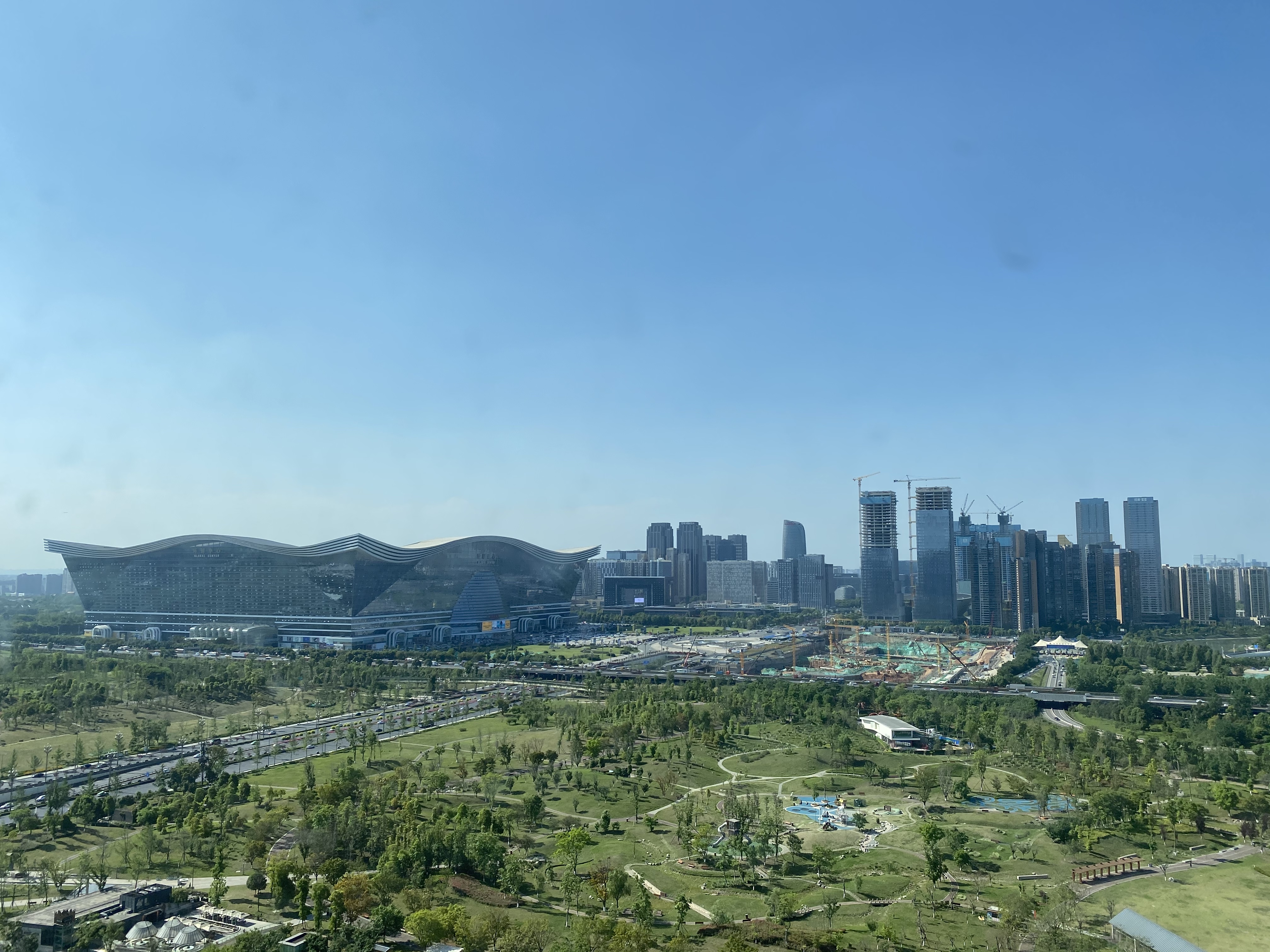
Centre global de Chengdu

### Antiga muralla de la fortalesa
L'antiga muralla de la fortalesa de Chengdu, 10 m d'alt i 11 km de llarg, va ser construït durant la dinastia Qing. Envoltant la ciutat, el fons de la muralla mesura 10 m d'ample mentre que la part superior mesura 6 m d'amplada, gairebé equivalent a l'amplada d'un carrer. A la muralla es van construir 8.122 merlets, quatre octògons i quatre torres.
Es van construir quatre portes a tots els costats de la muralla, amb hibiscus plantats a l'exterior.

## Demografia
| 1953    | 1964      | 1970      | 1980      | 1990      | 2000       | 2016       | 2020       |
| 857.000 | 1.583.000 | 6.922.918 | 8.225.399 | 9.195.004 | 10.392.531 | 11.050.000 | 20.937.757 |

Segons el cens xinès del 2020, el municipi tenia 20.937.757 habitants; la mateixa àrea metropolitana era la llar de 16.045.577 habitants, inclosos els dels 12 districtes urbans més la ciutat de Guanghan (a Deyang). Chengdu és la ciutat més gran de Sichuan i la quarta més gran de la Xina. 21.192.000 per al 2021, sumant més residents que qualsevol altra ciutat del país.
A partir del 2015, l'OCDE (Organització per a la Cooperació i el Desenvolupament Econòmic) estimava que la població de l'àrea metropolitana de Chengdu era de 18,1 milions.

## Cultura

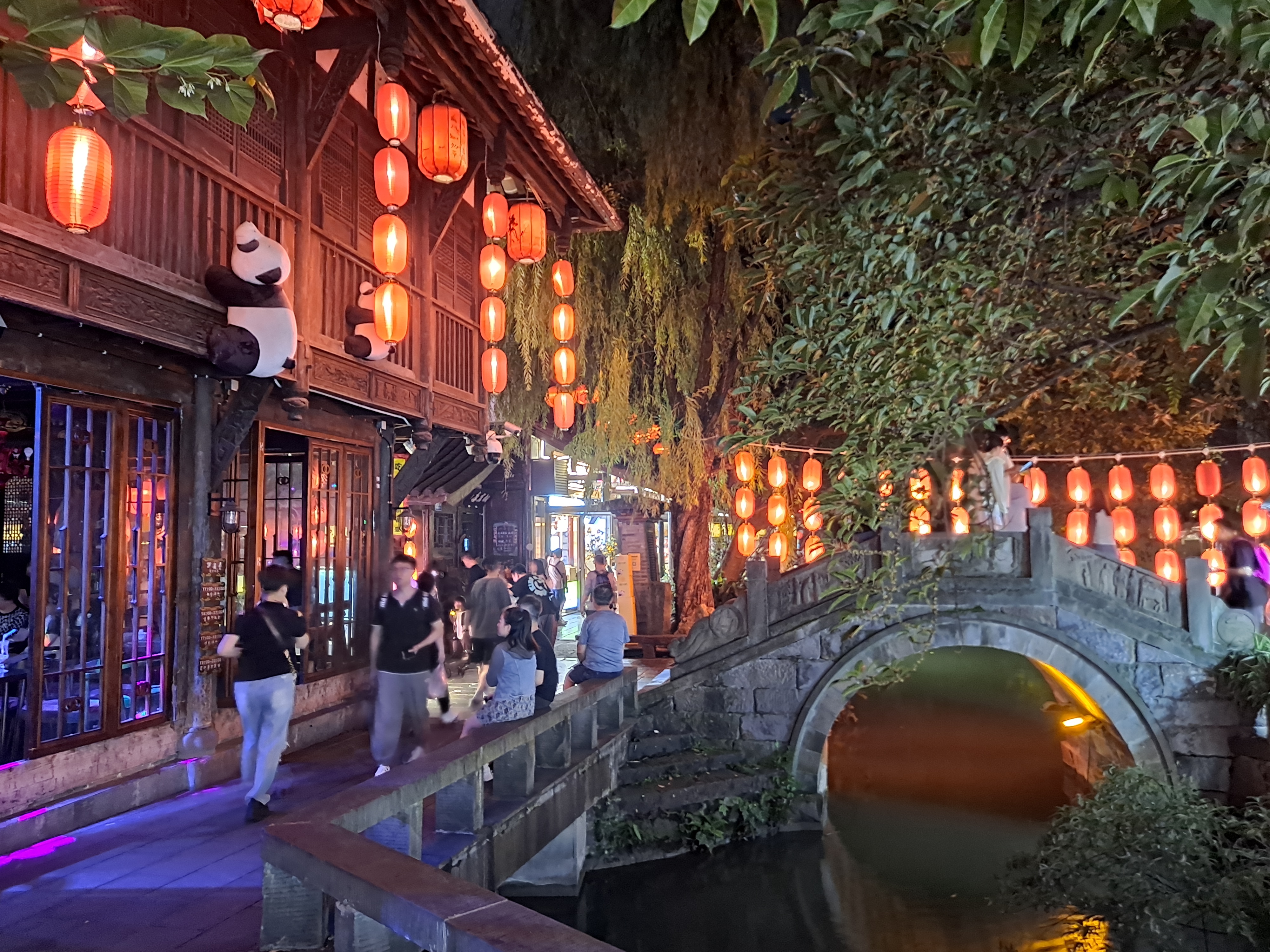
Districte històric de Jinli de Chengdu

El 2006, China Daily va nomenar Chengdu com la quarta ciutat més habitable de la Xina.

### Literatura
Part de la literatura més important de la Xina prové de Chengdu. La ciutat ha estat la llar de gegants literaris, com Sima Xiangru i Yang Xiong, dos mestres del Fu, una barreja de prosa descriptiva i vers durant la dinastia Tang; Li Bai i Du Fu, els poetes més eminents de les dinasties Tang i Song respectivament; Yang Shen'an, un famós erudit de la dinastia Ming; i Guo Moruo i Ba Jin, dos coneguts escriptors moderns. Chang Qu, un historiador de Chengdu durant la dinastia Jin, va compilar els registres històrics locals més antics, el Registre de l'estat de Hua Yang. Zhao Chongzuo, un poeta a Chengdu durant el Regne Shu posterior, va editar Among the Flowers, la primera antologia de Ci en la història de la Xina. Meng Chang, el rei de Later Shu, va escriure la primera cobla per a la Festa de la Primavera, que diu: «Un any de collita accepta celebracions, les bones festes anuncien llargues primaveres».
El 2023, Chengdu va acollir la 81a Convenció Mundial de Ciència-Ficció, després d'haver guanyat Winnipeg, Canadà, en la votació de selecció de llocs el 2021.

### Obres d'art
Durant el període de les Cinc Dinasties, Huang Quan, un pintor de Chengdu, va iniciar l'escola de pintura de flors i ocells de pinzell amb altres pintors. En aquell moment, "Hanlin Painting Academy" va ser la primera acadèmia reial de la Xina.

### Llenguatge
La llengua materna a Chengdu és el sichuanès, també conegut com a dialecte de Sichuan. Justament, "Dialecte de Chengdu" (成都话/成都方言) s'utilitza àmpliament en lloc de "sichuanès" a causa dels accents molt diferents dels parlants de sichuanès que resideixen en altres llocs.

### Art culinari i cultura del te

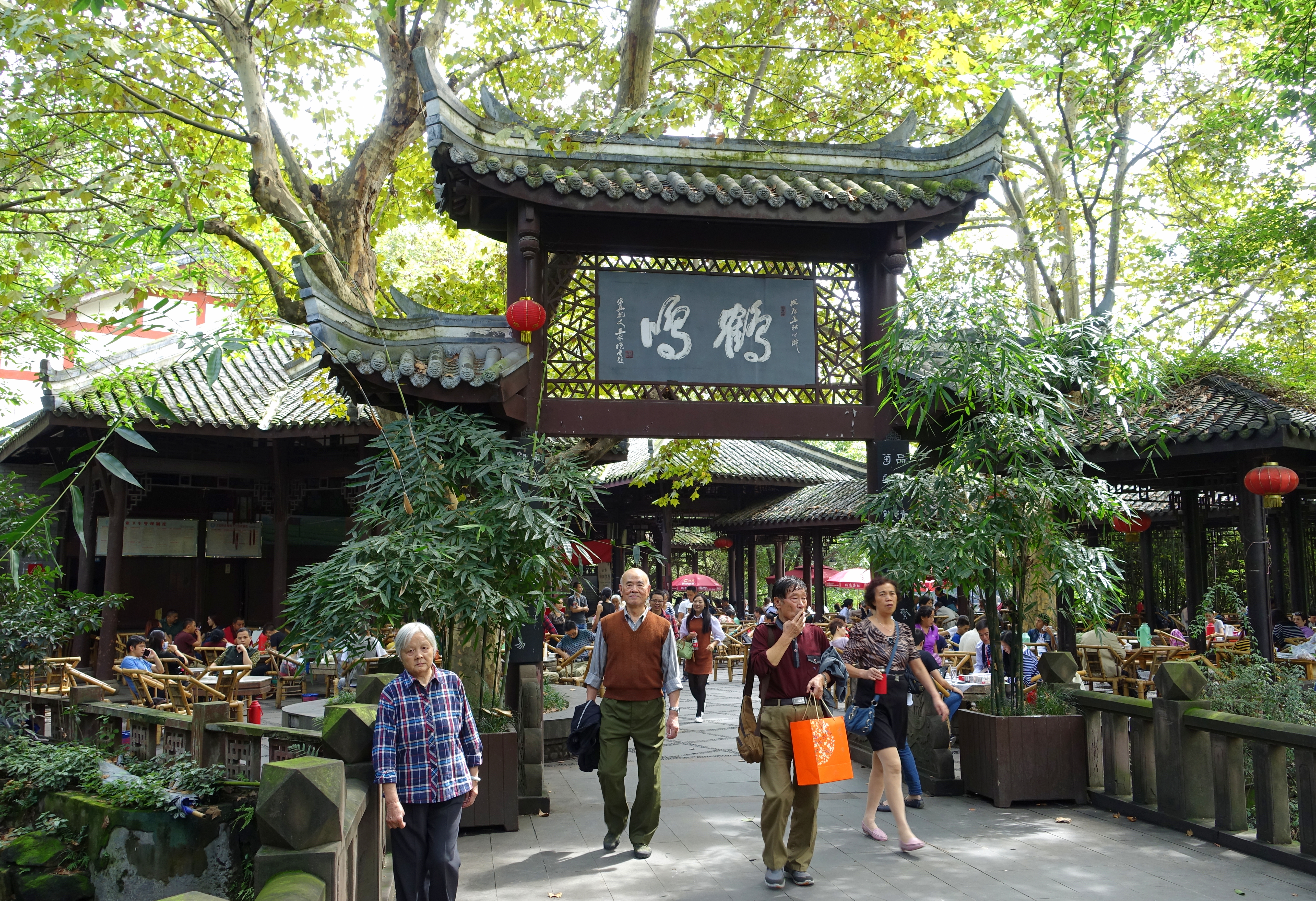
Una casa de te al People's Park de Chengdu

La característica distintiva de la cuina de Sichuan és l'ús de xiles picants i grans de pebre. Els plats locals famosos són Mapo doufu, Chengdu Hot Pot i Dan Dan Mien. Tant Mapo Doufu com Dan Dan Mien contenen pebrots de Sichuan. Un article del Los Angeles Times (2006) va definir Chengdu la ciutat de la festa de la Xina pel seu estil de vida despreocupat. Chengdu té més cases de te i bars que Xangai tot i tenir menys de la meitat de la població. La cultura del te de Chengdu es remunta a més de mil anys, inclosa la seva època com a punt de partida de la Ruta de la Seda del Sud.
Els guarniments comuns populars a Chengdu són fideus, wontons, boles de massa, pastissos, tangyuan (boles d'arròs dolces), begudes, amanides i sopes.
Chengdu és una ciutat de la gastronomia reconeguda oficialment per la UNESCO.

#### Casa de te
Les cases de te són omnipresents a la ciutat i van des d'establiments tradicionals ornamentats amb mobles de bambú fins a cases de te modernes senzilles. Els tes que s'ofereixen són gessamí, te longjing i biluochun. Les cases de te són llocs populars per jugar a mahjong, fer-se un massatge o netejar les orelles. Algunes cases de te més grans ofereixen entreteniment en directe, com ara actuacions d'òpera de Sichuan.

#### Olla calenta
Chengdu és coneguda per la seva olla calenta. L'olla calenta és un plat tradicional de Sichuan, elaborat cuinant verdures, peix i/o carn en brou picant bullint. Un tipus de menjar adequat per a la reunió d'amics, l'olla calenta atrau tant la gent local com els turistes. A tot Chengdu hi ha restaurants d'olla calenta.

### Mahjong

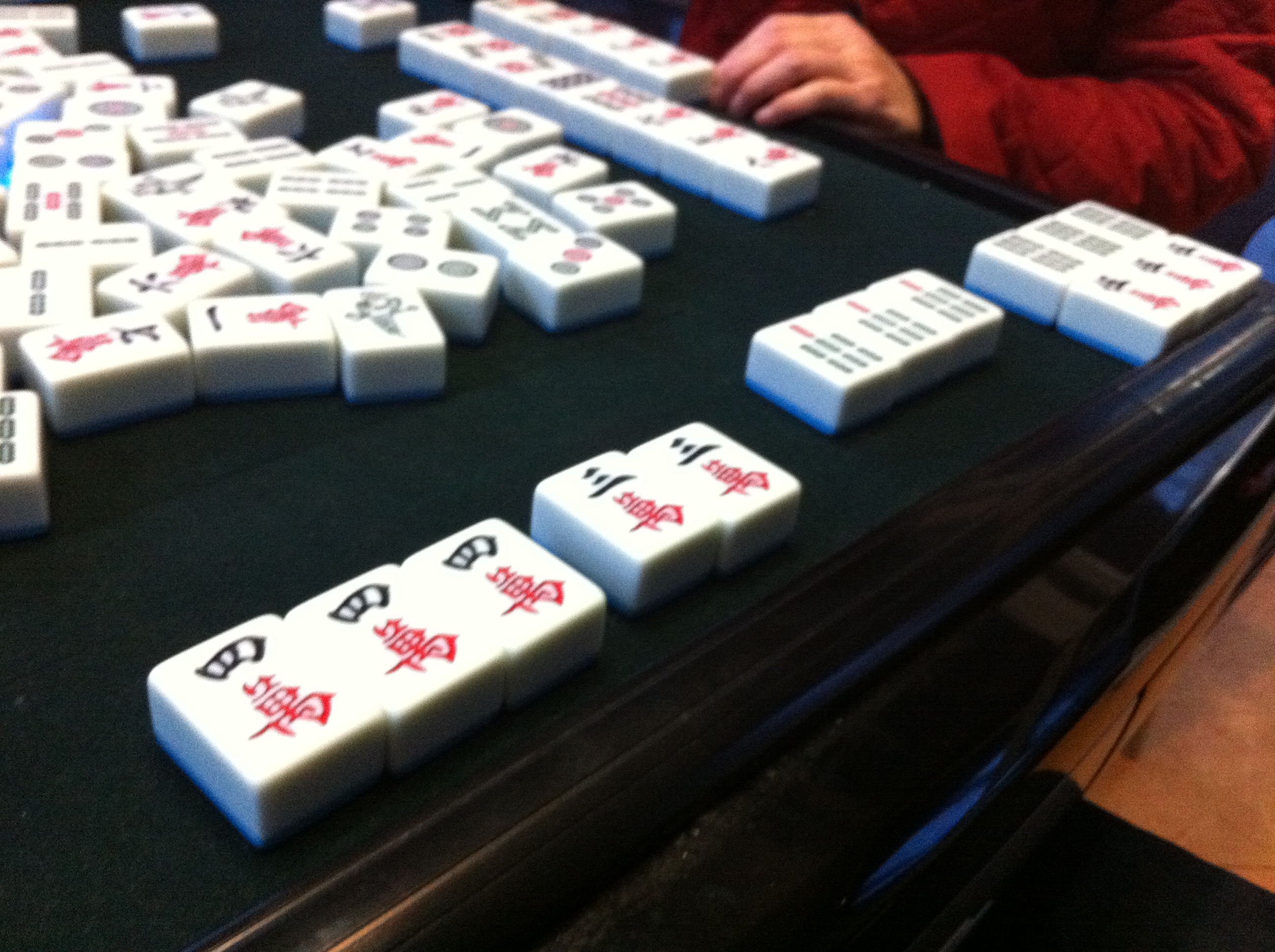
Mahjong

El mahjong ha estat una part essencial de la vida de la majoria de la gent local. Després de la feina diürna, la gent es reuneix a casa o a les cases de te del carrer per jugar a Mahjong. Els dies assolellats, a la gent local els agrada jugar a Mahjong a les voreres per gaudir del sol i també del temps amb els amics. Gairebé tothom juga a Mahjong amb diners.
El mahjong és l'opció d'entreteniment més popular entre els locals per diversos motius. Els habitants de Chengdu han simplificat les regles i han fet més fàcil jugar en comparació amb el mahjong cantonés. A més, Mahjong a Chengdu és una manera de conèixer vells amics i enfortir les relacions familiars. De fet, molts empresaris negocien acords mentre juguen a Mahjong. A més, a la gent gran els agrada jugar a Mahjong perquè creuen que el Mahjong els fa pensar i prevé la demència.

### Turisme rural: Nong Jia Le
Chengdu afirma haver practicat primer el model de negoci modern de 'Nong Jia Le' (Happy Rural Homes). Es refereix a la pràctica dels residents suburbans i rurals que converteixen les seves cases en restaurants, hotels i espais d'oci per atreure els habitants de la ciutat.
Nong Jia Le presenta diferents estils i nivells de preus i ha prosperat per Chengdu. Ofereixen portes per als habitants de la ciutat per escapar de la ciutat, ofereixen plats casolans deliciosos i assequibles i ofereixen instal·lacions de mahjong.
Alguns dels més populars es troben al poble de Sansheng a l'est de Chengdu i al poble de Nongke al districte de Pidu (欧特美家 ), al nord-oest de Chengdu.

## Història
Fa més de quatre mil anys, la prehistòrica cultura de l'edat del bronze de Sanxingdui (三星堆) (4800–3100 aC) es va establir en aquesta regió. La ciutat de Zizhu (紫竹城 : Zǐzhú Chéng) en va ésser un dels primers assentaments. Alguns investigadors creuen que aquesta cultura està relacionada amb la cultura ba de l'oest asiàtic.
Als començaments del segle iv, el rei de l'antic Shu mogué la seua capital a la localització actual de la ciutat. Estigué inspirat per l'antiga història del rei Tai de Zhou, avi del rei Wu de Zhou, que també traslladà la seua capital. Després d'això, el rei Shu anomenà la nova ciutat com "Chen Du", que en xinès vol dir "convertida en ciutat".
Després de la conquesta de l'Estat de Shu per la dinastia Qin el 316, una nova ciutat fou fundada pel general Qin Zhang Yi, el qual marcà el començament de l'actual Chengdu. La ciutat fou anomenada Yì Zhōu (益州) durant la dinastia Han.
Liu Bei fundà el regne de Shǔhàn (蜀汉) (220-263) en aquesta ciutat.
Durant la dinastia Tang, els poetes famosos Lǐ Bó (李白) i Dù Fǔ (杜甫) visqueren part de la seua vida a Chengdu. Dù Fǔ construí el conegut "Cǎotáng" (草堂 o cabanya d'herba) en el segon any de la seua quarta estada (759-762). Però l'actual Cǎotáng, més aviat una sumptuosa casa d'estil tradicional, fou inicialment construïda el 1078 en memòria de Dù Fǔ.
Chengdu fou el lloc de naixement del paper moneda en el món (dinastia Song del Nord, cap el 960 aC).

## Nadius il·lustres
- Huang Quan (pintor)
- Su Tong (1937 - 1990) escriptor, Premi Mao Dun de Literatura de l'any 1982.
- Liu Xinwu (1942 -) escriptor, Premi Mao Dun de Literatura de l'any 1985.

## Galeria d'imatges

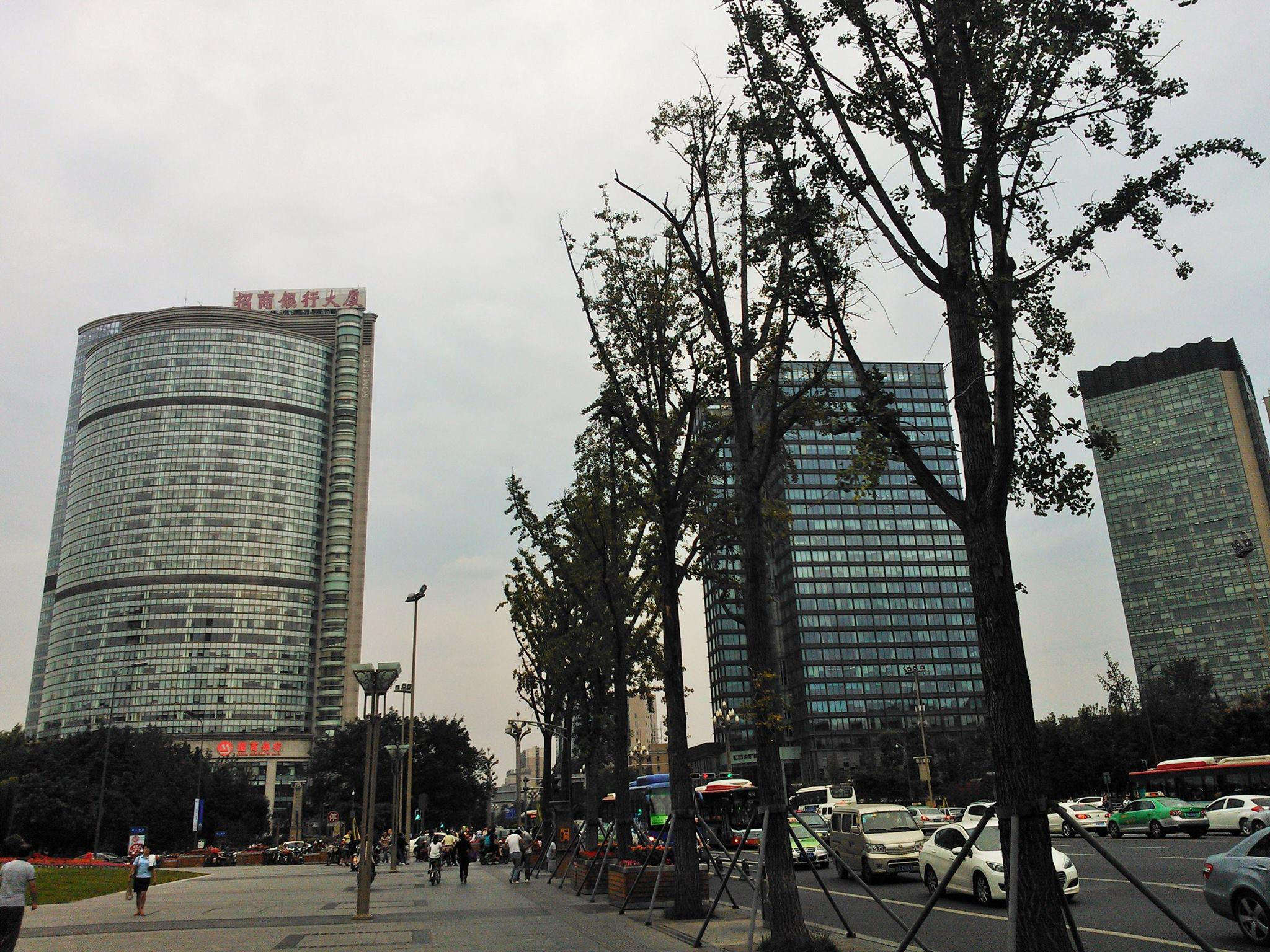
South Renmin Road, Chengdu
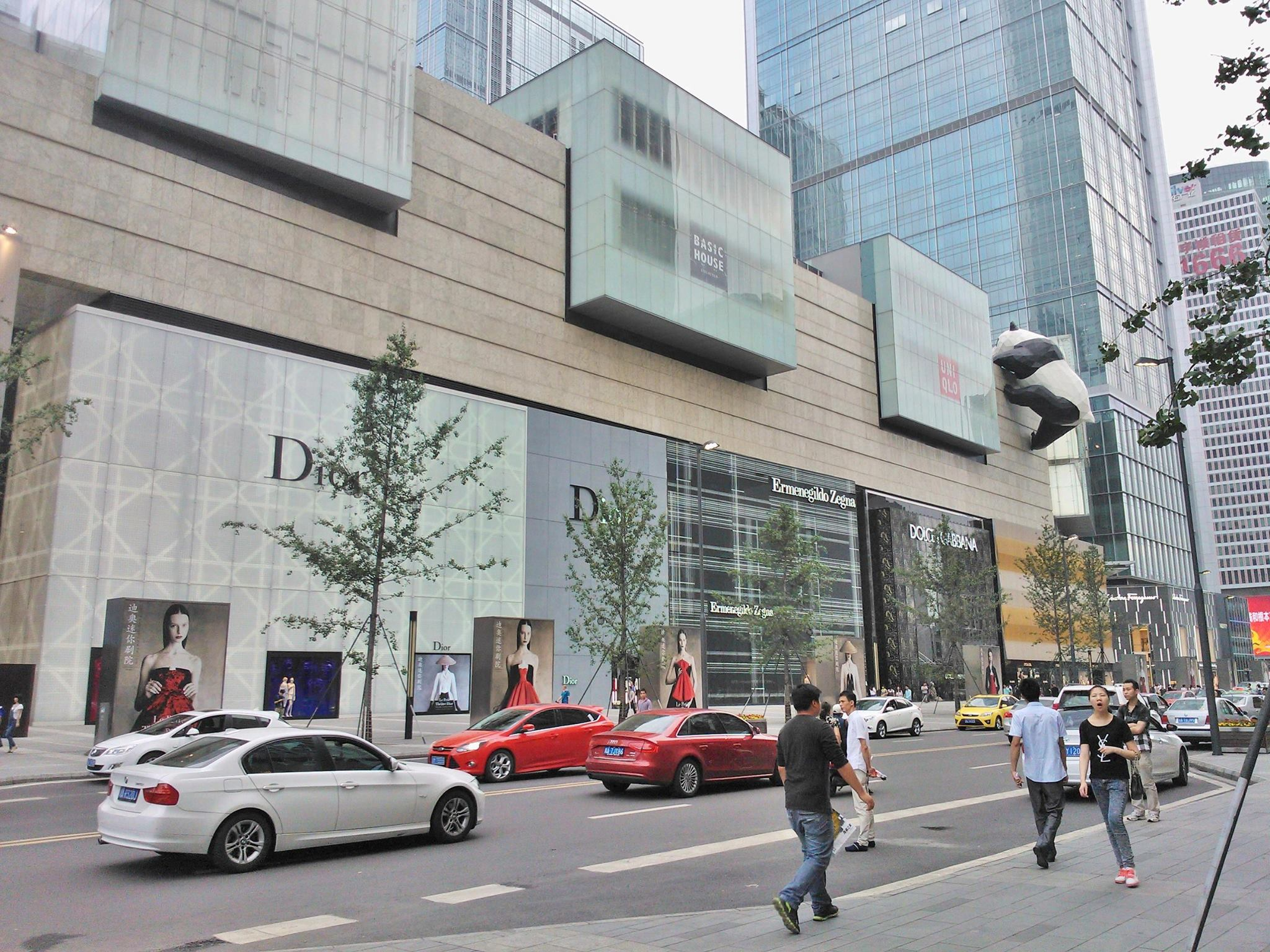
Hongxing Road, Chengdu
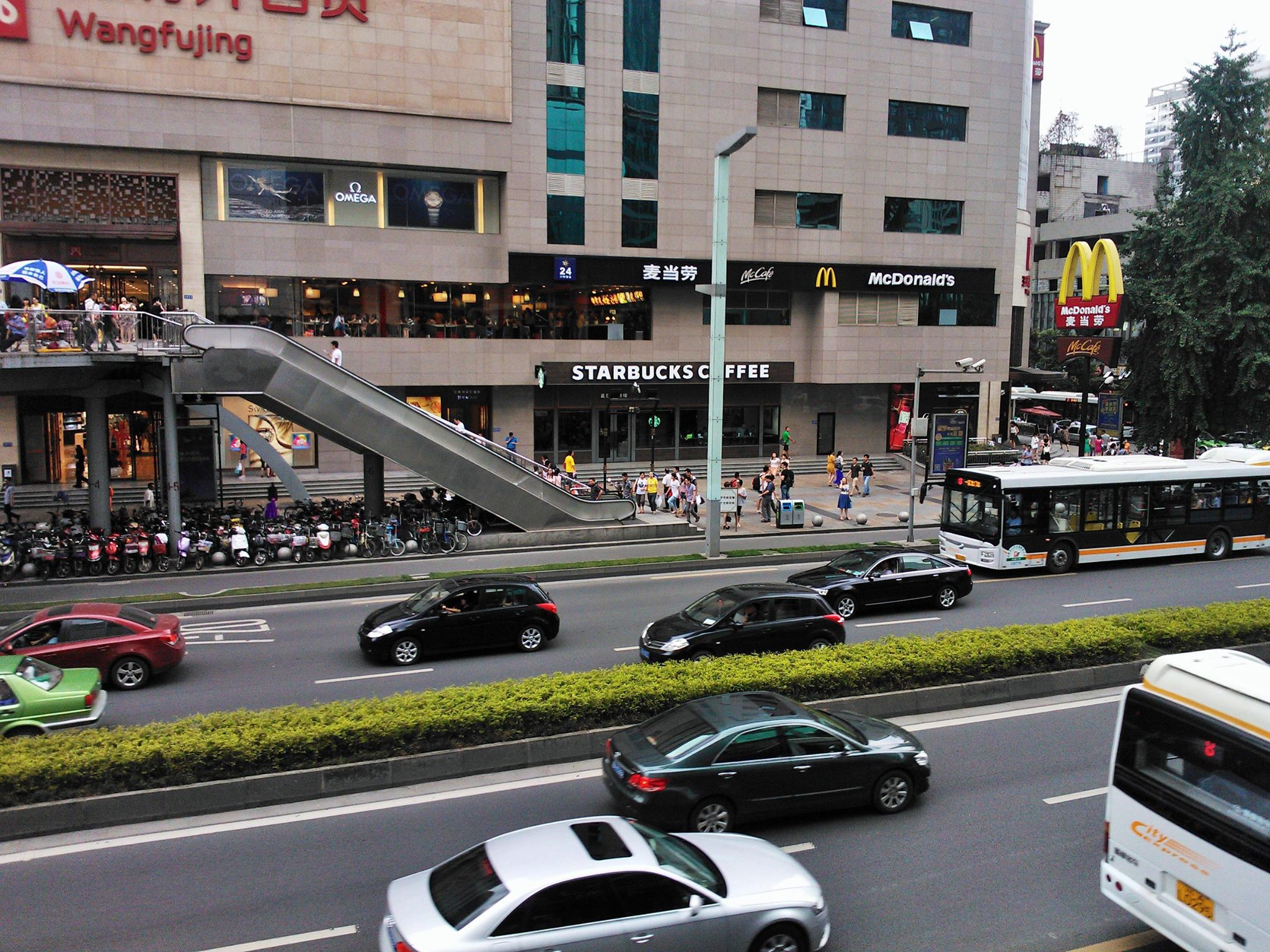
Zongfu Road, Shudu Ave., Chengdu
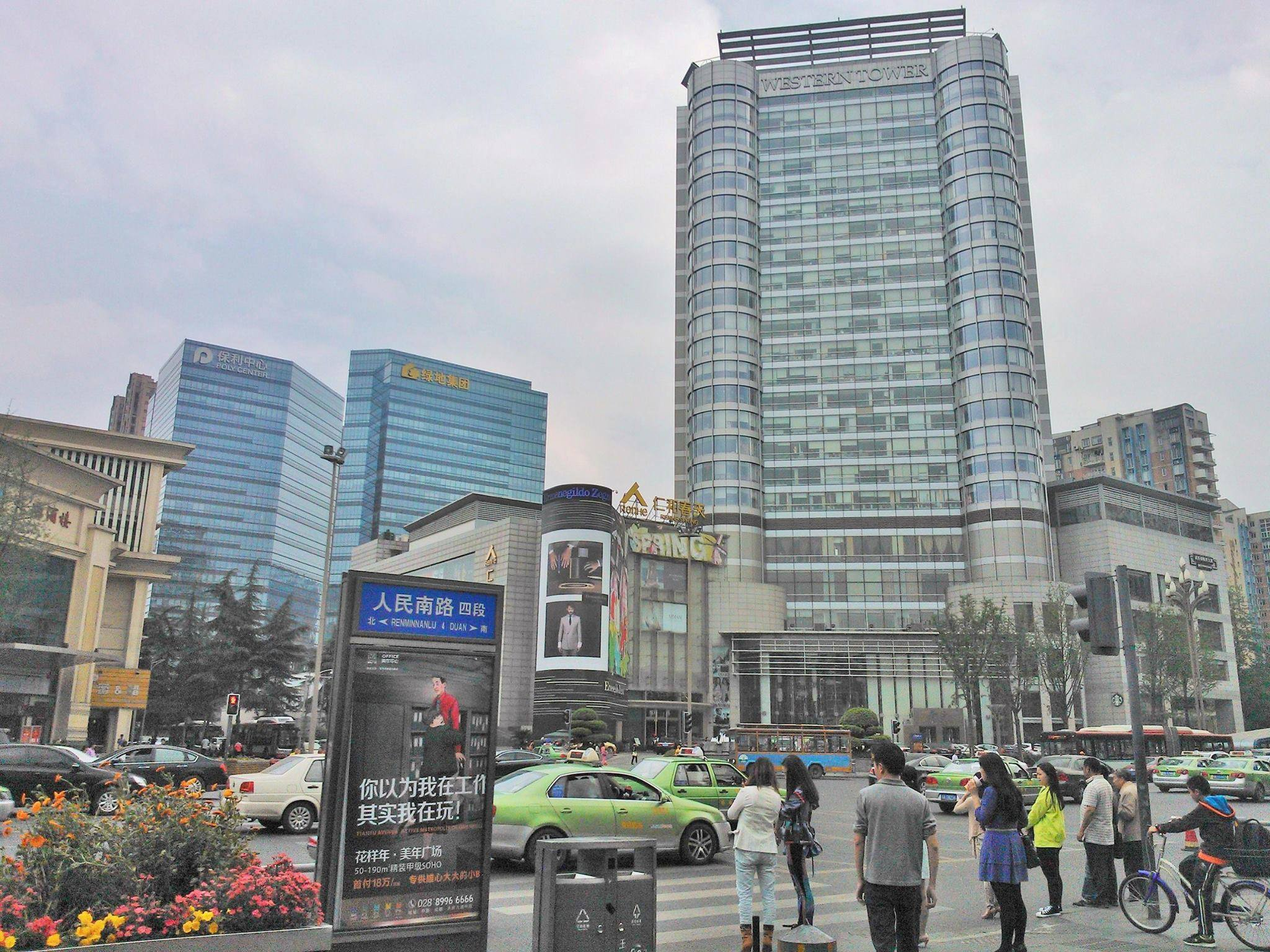
Nijia Qiao, South Renmin Road, Chengdu
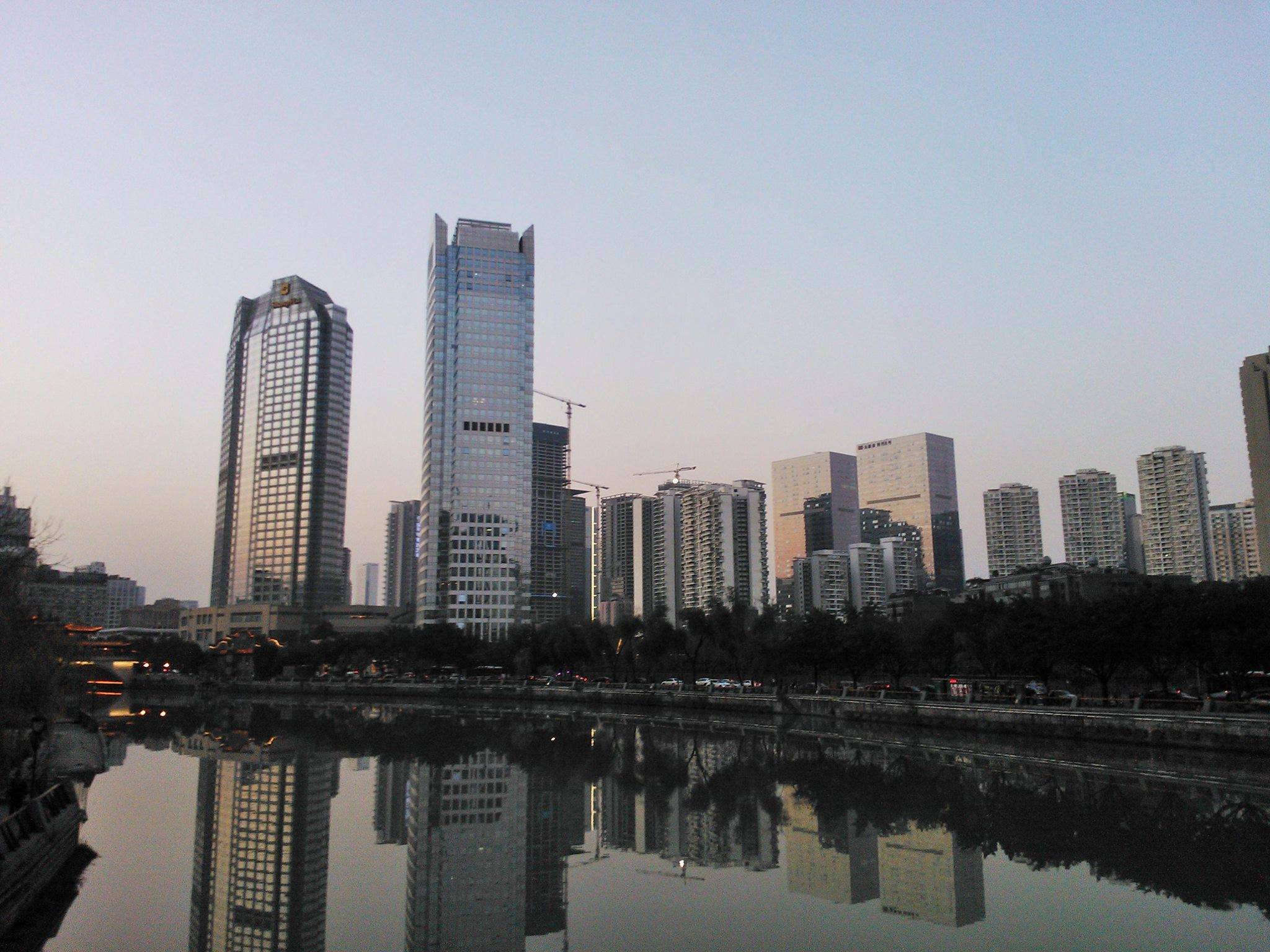
Jin River, Shangri-la Hotel Chengdu
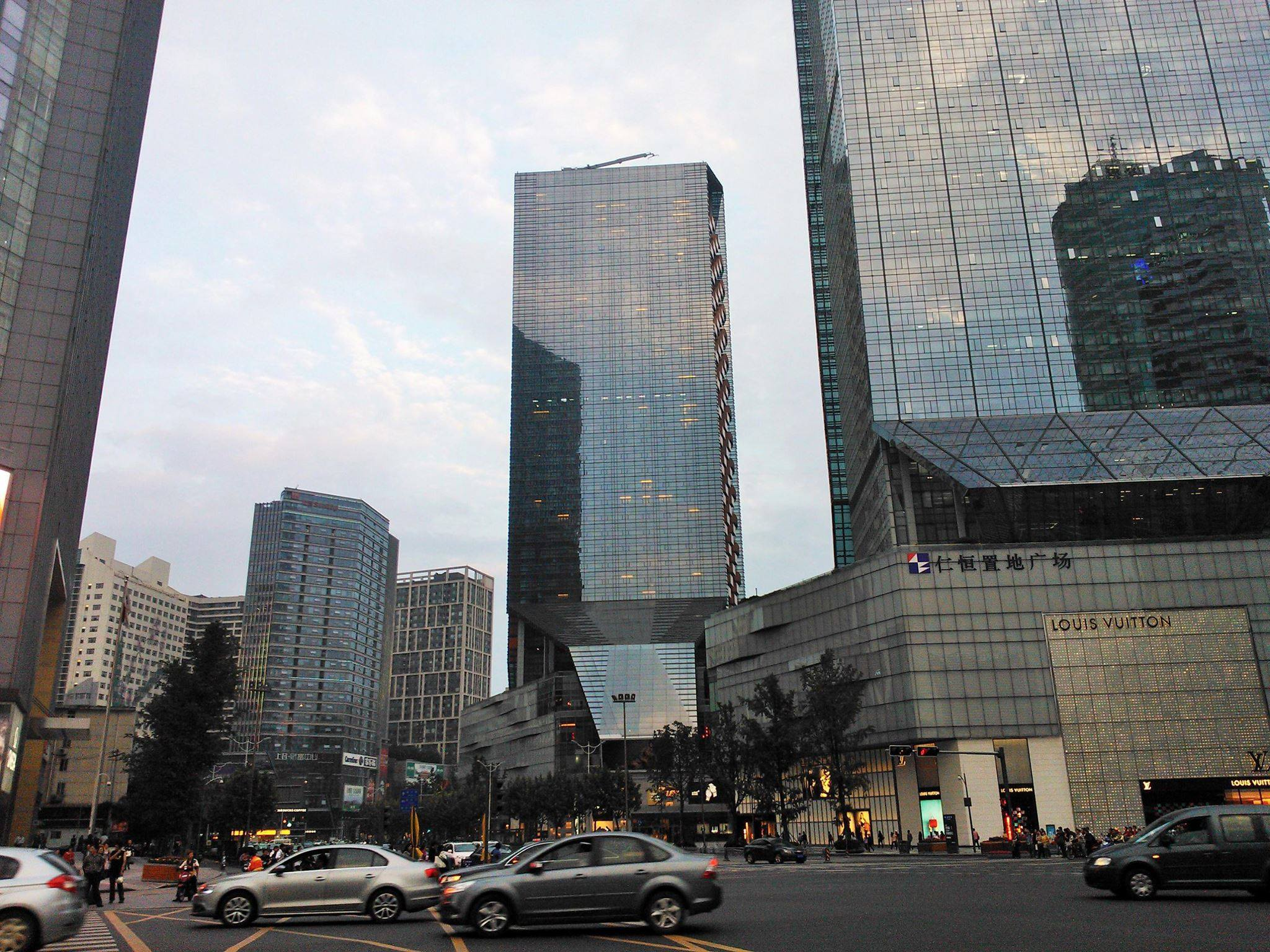
Hongzhaobi, South Renmin Road, Chengdu